# Aymane Bais
Aymane Bais (26 december 2005) is een Nederlands voetballer die doorgaans speelt als aanvaller. Hij komt uit voor Sparta Rotterdam.

## Clubcarrière
Bais kwam in 2022 over naar Sparta Rotterdam vanuit de jeugd van BVV Barendrecht. Hij is een vaste waarde voor Jong Sparta Rotterdam, dat uitkomt in de Tweede divisie. 
Op 31 oktober 2024 mocht Bais zijn debuut maken voor het eerste van Sparta Rotterdam, in de KNVB Beker tegen USV Hercules (6-1). Hij kwam in de 90e minuut in de ploeg voor Shunsuke Mito, voor de verlenging. In de derde minuut van de verlenging scoorde hij zijn eerste doelpunt; in de 107e minuut scoorde hij zijn tweede op aangeven van Charles-Andreas Brym. Mede door zijn goals wist Sparta vijf keer te scoren in de verlenging en door te gaan in het bekertoernooi.

## Statistieken
| Seizoen | Club             | Competitie | Competitie | Competitie | Beker | Beker | Overig | Overig | Totaal | Totaal |
| Seizoen | Club             | Competitie | Wed.       | Dlp.       | Wed.  | Dlp.  | Dlp.   | Dlp.   | Wed.   | Dlp.   |
| ------- | ---------------- | ---------- | ---------- | ---------- | ----- | ----- | ------ | ------ | ------ | ------ |
| 2024/25 | Sparta Rotterdam | Eredivisie | 0          | 0          | 1     | 2     | 0      | 0      | 1      | 2      |
| Totaal  | Totaal           | Totaal     | 0          | 0          | 1     | 2     | 0      | 0      | 1      | 2      |

Bijgewerkt op 10 maart 2025.